# Índios Pirotecnia
A Índios Pirotecnia é uma fabricante de material pirotécnico, defesa e salvatagem do estado de São Paulo, localizada na cidade de Santa Isabel na região metropolitana de São Paulo.
A Índios fabrica granadas de fumaça, produtos químicos e sinalizadores pirotécnicos para barcos, lanchas, navios e de usos civil e militar para emergência e salvatagem de tripulação de embarcações e aeronaves.
Foi fundada em 1971 por Biagino Chieffi, empresário ítalo-brasileiro que também era dono da Fogos Caramuru e da Fábrica de Armas Modernas que ficavam na cidade vizinha de Jacareí.
Em 1982, a empresa doou foguetes, sinalizadores e materiais de salvatagem para a primeira expedição brasileira a Antártida.